# Réduit (Mauritius)
Réduit oder Le Réduit ist ein mauritischer Vorort von Moka, der sich im Zentrum der Hauptinsel südlich von Port Louis befindet.

## Staatliche Verwaltung
Hier befindet sich das Château du Réduit, der Sitz der Staatspräsidentschaft und ehemalige Wohnsitz des Gouverneurs des Colonial Office zur Zeit der britischen Verwaltung.

## Bildung
Heute beherbergt der Ort angesehene Bildungseinrichtungen wie die Universität von Mauritius, das Mauritius Institute of Education oder das Institut de la Francophonie pour l'Entrepreneurship.

## Sport
Die Stadt war 2003 Austragungsort der Indian Ocean Island Games. Die Leichtathletik-U18-Afrikameisterschaften 2015 und die Leichtathletik-U20-Afrikameisterschaften 2001 fanden hier statt.